# Tupinambarana
Tupinambarana (en portugués: Ilha Tupinambarana)  es un conjunto de cuatro islas fluviales en el río Amazonas en el estado brasileño de Amazonas, en el norte de ese país. La isla más grande tiene 7.700 km² de superficie, convirtiéndose en la isla 92ª isla más  grande del mundo. Con 11.850 km² de superficie, las cuatro islas componen la segunda isla fluvial más grande del mundo.
Gran parte de la isla está cubierta de bosques y sólo es accesible por vía fluvial o aérea. Tiene una pequeña cantidad de montañas y ahí es donde esta la ciudad de Parintins, conocida por la celebración del Festival Folclórico de Parintins, que se realiza anualmente.
Además, hay restos de una villa construida en la década de 1930 por los inmigrantes japoneses que querían cultivar yute.